# Azrieli Series of Holocaust Survivor Memoirs
Die Azrieli Series of Holocaust Survivor Memoirs (Azrieli-Reihe der Memoiren von Holocaust-Überlebenden) sind eine kanadische Buchreihe, in der Überlebende des Holocausts ihre Geschichte erzählen. Die Reihe wendet sich an ein breites Publikum und will die Erinnerung an all jene aufrechterhalten, die durch Hass, Gleichgültigkeit und Apathie zu Tode kamen („of all those who perished at the hands of hatred, abetted by indifference and apathy“). Die Reihe wird vom Holocaust Survivor Memoirs Program der Azrieli Foundation veröffentlicht. Die Azrieli Foundation (Azrieli-Stiftung) ist eine kanadische philanthropische Organisation. Die Bücher der Reihe werden in englischer und französischer Sprache veröffentlicht. In der Reihe erschien beispielsweise das Tagebuch Buried Words / Les Mots enfouis von Molly Applebaum. 
Die folgende Übersicht erhebt keinen Anspruch auf Aktualität oder Vollständigkeit:

## Bände
- Tenuous Threads/One of the Lucky Ones. Judy Abrams, Eva Felsenburg Marx
- Retenue par un fil/Une question de chance. Judy Abrams, Eva Felsenburg Marx
- Six Lost Years. Amek Adler
- In the Hour of Fate and Danger. Ferenc Andai
- Buried Words: The Diary of Molly Applebaum. Molly Applebaum
- Les Mots enfouis : Le Journal de Molly Applebaum. Molly Applebaum
- The Hidden Package. Claire Baum
- Le Colis caché. Claire Baum
- Joy Runs Deeper. Bronia Beker, Joseph Beker
- Plus forts que le malheur. Bronia Beker, Joseph Beker
- Unsung Heroes. Tibor Benyovits
- A Promise of Sweet Tea. Pinchas Eliyahu Blitt
- If Home Is Not Here. Max Bornstein
- Citoyen de nulle part. Max Bornstein
- Daring to Hope. Chana Broder, Rachel Lisogurski
- Passport to Reprieve. Sonia Caplan
- Across the Rivers of Memory. Felicia Carmelly
- A Cry in Unison. Judy Cohen
- Getting Out Alive. Tommy Dick
- Objectif : survivre. Tommy Dick
- A Childhood Unspoken. Marie Doduck
- Fleeing from the Hunter. Marian Domanski
- Traqué. Marian Domanski
- Always Remember Who You Are. Anita Ekstein
- A Light in the Clouds. Margalith Esterhuizen
- In Dreams Together. Leslie Fazekas
- Spring's End. John Freund
- La Fin du printemps. John Freund
- Too Many Goodbyes: The Diaries of Susan Garfield. Susan Garfield
- Un combat singulier : Femmes dans la tourmente de l’Holocauste. Myrna Goldenberg
- Before All Memory Is Lost: Women's Voices from the Holocaust. Myrna Goldenberg
- A Childhood Adrift. René Goldman
- Une enfance à la dérive. René Goldman
- Flights of Spirit. Elly Gotz
- Stronger Together. Ibolya Grossman, Andy Réti
- Memories in Focus. Pinchas Gutter
- Dans la chambre noire. Pinchas Gutter
- As the Lilacs Bloomed. Anna Molnár Hegedűs
- Pendant la saison des lilas. Anna Molnár Hegedűs
- The Vale of Tears. Pinchas Hirschprung
- A Part of Me. Bronia Jablon
- We Sang in Hushed Voices. Helena Jockel
- Nous chantions en sourdine. Helena Jockel
- Inside the Walls. Eddie Klein
- If, By Miracle. Michael Kutz
- Si, par miracle. Michael Kutz
- Confronting Devastation: Memoirs of Holocaust Survivors from Hungary. Ferenc Laczó
- At Great Risk: Memoirs of Rescue during the Holocaust. Eva Lang, David Korn, Fishel Philip Goldig
- Un si grand péril : mémoires de sauvetage durant l’Holocauste. Eva Lang, Fishel Philip Goldig, David Korn
- The Weight of Freedom. Nate Leipciger
- Le Poids de la liberté. Nate Leipciger
- Under the Yellow & Red Stars. Alex Levin
- Étoile jaune, étoile rouge. Alex Levin
- A Drastic Turn of Destiny. Fred Mann
- Un terrible revers de fortune. Fred Mann
- A Name Unbroken. Michael Mason
- Au fil d’un nom. Michael Mason
- Suddenly the Shadow Fell. Leslie Meisels, Eva Meisels
- Soudain, les ténèbres. Leslie Meisels, Eva Meisels
- A Tapestry of Survival. Leslie Mezei
- Where Courage Lives. Muguette Myers
- Les Lieux du courage. Muguette Myers
- Hope's Reprise. David Newman
- W Hour. Arthur Ney
- L'Heure W. Arthur Ney
- Gatehouse to Hell. Felix Opatowski
- L’Antichambre de l’enfer. Felix Opatowski
- In Hiding. Marguerite Élias Quddus
- Cachée. Marguerite Élias Quddus
- Behind the Red Curtain. Maya Rakitova
- Bits and Pieces. Henia Reinhartz
- Fragments de ma vie. Henia Reinhartz
- Little Girl Lost. Betty Rich
- Seule au monde. Betty Rich
- E/96: Fate Undecided. Paul-Henri Rips
- Matricule E/96. Paul-Henri Rips
- Silent Refuge. Margrit Rosenberg Stenge
- Le Refuge du silence. Margrit Rosenberg Stenge
- Traces of What Was. Steve Rotschild
- Sur les traces du passé. Steve Rotschild
- Dignity Endures. Judith Rubinstein
- In Search of Light. Martha Salcudean
- Never Far Apart. Kitty Salsberg, Ellen Foster
- Unies dans l’épreuve. Kitty Salsberg, Ellen Foster
- Escape from the Edge. Morris Schnitzer
- Dangerous Measures. Joseph Schwarzberg
- Survival Kit. Zuzana Sermer
- Trousse de survie. Zuzana Sermer
- The Violin/A Child's Testimony. Rachel Shtibel, Adam Shtibel
- Le Violon / Témoignage d’un enfant. Rachel Shtibel, Adam Shtibel
- Chaos to Canvas. Maxwell Smart
- My Heart Is at Ease. Gerta Solan
- In Fragile Moments/The Last Time. Zsuzsanna Fischer Spiro, Eva Shainblum
- Vanished Boyhood. George Stern
- Une jeunesse perdue. George Stern
- The Shadows Behind Me. Willie Sterner
- Les Ombres du passé. Willie Sterner
- Album of My Life. Ann Szedlecki
- L’Album de ma vie. Ann Szedlecki
- Memories from the Abyss/But I Had A Happy Childhood. William Tannenzapf, Renate Krakauer
- Souvenirs de l’abîme/Le Bonheur de l’innocence. William Tannenzapf, Renate Krakauer
- If Only It Were Fiction. Elsa Thon
- Que renaisse demain. Elsa Thon
- From Generation to Generation. Agnes Tomasov
- De génération en génération. Agnes Tomasov
- From Loss to Liberation. Joseph Tomasov
- Alone in the Storm. Leslie Vertes
- Seul dans la tourmente. Leslie Vertes
- Knocking on Every Door. Anka Voticky
- Frapper à toutes les portes. Anka Voticky
- Carry the Torch/A Lasting Legacy. Sam Weisberg, Johnny Jablon
- Passeur de mémoire/Souvenez-vous. Sam Weisberg, Johnny Jablon